# Departamento do Istmo
Departamento do Istmo foi uma divisão administrativa e territorial da Grã-Colômbia que abrangia o território do atual Panamá, bem como um pequeno setor da Costa Rica.
O Departamento foi criado em 1822, após a independência do istmo do Panamá da Espanha em 28 de novembro de 1821, e durou até a dissolução do país em 1830. No entanto, em 1886, ressurgiu novamente como um dos nove departamentos que deram origem a atual República da Colômbia.